# Catena Sumner
Catena Sumner - łańcuch kraterów na powierzchni Księżyca, o długości 247 km. Jego współrzędne selenograficzne to 37,18°N; 112,18°E.
Catenę nazwano od krateru Sumner, nazwa została zatwierdzona przez Międzynarodową Unię Astronomiczną w roku 1976.